# Larimus effulgens
Larimus effulgens är en fiskart som beskrevs av Gilbert, 1898. Larimus effulgens ingår i släktet Larimus och familjen havsgösfiskar. IUCN kategoriserar arten globalt som livskraftig. Inga underarter finns listade i Catalogue of Life.